# Шедок
Шедо́к — село в Мостовском районе Краснодарского края Российской Федерации. Административный центр Шедокского сельского поселения. Население — 2883 человек (2010).
В центре села функционирует непассажирская станция Шедок на линии Курганная — Шедок.

## Название
Название села происходит от реки Шедок (адыг. Шэдыкъуэ), что в переводе с черкесского означает — «болотистая балка».

## География
Село расположено у подножья отрогов хребта Герпегем, в междуречье рек Шедок и Псебайка, при региональной автодороге 03К-005, в 22 км к югу от районного центра — посёлка Мостовской и в 220 км к юго-востоку от города Краснодар.
Граничит с населёнными пунктами: Заречное на юго-востоке, Псебай на юге, Бесленеевская на западе и Дятлов на севере.

## Уличная сеть
| - пер. Белые Скалы, - пер. Лесной, - пер. Степной, - пер. Школьный, - ул. Будённого, - ул. Гагарина, - ул. Железнодорожная, - ул. Заводская, - ул. Заречная, | - ул. Известковая, - ул. Калинина, - ул. Кирова, - ул. Комсомольская, - ул. Кооперативная, - ул. Краснопартизанская, - ул. Куйбышева, - ул. Ленина, - ул. Новая, | - ул. Подгорная, - ул. Привокзальная, - ул. Пушкина, - ул. Речная, - ул. Садовая, - ул. Советская, - ул. Степная, - ул. Чкалова. |

## История
Шедокский форштадт основан в 1859 году при Шедокском военном укреплении (функционировало в 1856—1862 годах).
В 1871 году поселение было преобразовано в посёлок, а в 1880 году в слободу Шедок. После упразднения слободы в 1890 году этот населённый пункт стал называться селением Шедок.
В 2002 году в состав села включён посёлок Известковый.

## Население
| 2002 | 2010  |
| ---- | ----- |
| 3102 | ↘2883 |

Национальный состав
По переписи населения 2002 года из 3102 проживающих в станице, 3026 человек пришлось на 5 национальностей:
| Национальность | %      | Численность |
| -------------- | ------ | ----------- |
| Русские        | 93,4 % | 2898        |
| Украинцы       | 2,0 %  | 61          |
| Армяне         | 1,1 %  | 35          |
| Немцы          | 0,5 %  | 17          |
| Татары         | 0,5 %  | 15          |

## Инфраструктура
Личное подсобное хозяйство с зоной сельскохозяйственного использования, индивидуальная застройка усадебного типа.

## Транспорт
Развит автомобильный и железнодорожный транспорт.